# Spillsbury

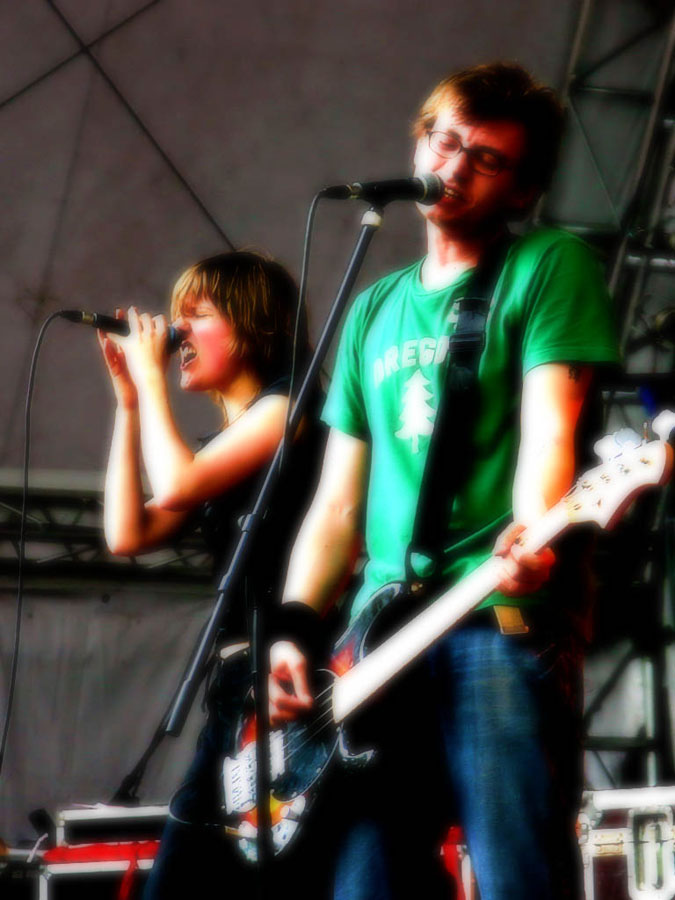
Spillsbury live am 31. Mai 2004 in Mainz

Spillsbury war eine Hamburger Elektropop-Band, die im Jahr 2001 von Zoe Meißner (Gesang) und Tobias Asche (Bass, Synthesizer) gegründet wurde. Beide spielten zuvor in der englischsprachigen Punk-Band "one:thirty", die eine Split-7" mit einer befreundeten Band veröffentlichte.

## Bandgeschichte
Der erste Tonträger, eine 12" mit 4 Stücken, wurde im Juni 2002 veröffentlicht. Mit dem Debütalbum wechselte die Band zu dem ebenfalls in Hamburg ansässigen Plattenlabel L’age d’or. Nach dessen Insolvenz wechselten sie zu Raboisen Records.

## Stil
Der Stil der Band ist mit Elektropop-/Postpunk-Bands der 1980er Jahre wie Sigue Sigue Sputnik, frühem NDW und Punk vergleichbar. Der private Musikgeschmack der Gruppe rekrutiert sich allerdings eher aus dem Rockbereich. Die in deutscher Sprache gesungenen Texte thematisieren Entfremdung und Unbehagen an gesellschaftlichen Zuständen. Das Scheitern von zwischenmenschlichen (insbesondere Liebes-)Beziehungen ist ebenfalls ein häufiges Thema.

## Diskografie
- Spillsbury (EP), November 2002
- Raus (Album), Juli 2003
- Kurz vor vier/Jona (7"), Juli 2003
- Die Wahrheit (Maxi-CD), September 2003
- Was wir machen (Maxi-CD), Juli 2004
- Zwei von vielen/Nein (Maxi-CD), September 2005
- 2 (Album), Oktober 2005
- Lass Mich (Online Single), September 2008
- Auf zum Atem (Album), Oktober 2008